# Miyawaki skov
Miyawaki-skov, også kaldet miniskov eller lommeskov, er små skove, hvor træerne er plantet meget tæt, 3 træer pr. kvadratmeter. De vokser hurtigere og tættere, og giver større biodiversitet og binder mere CO2 pr. m2 end konventionel skov. Disse tal skal dog tages med et gran salt, da eksempelvis biodiversiteten ikke handler om rødlistede arter, men om antallet af plantede arter. Hastigheden handler nødvendigvis heller ikke om selve væksten, selvom der er indikatorer på, at planterne også gror hurtigere. I stedet tænkes der på, at man skipper flere stadier i skovens naturlige udvikling.
Det er den japanske botaniker Akira Miyawaki (en) som udviklede Miyawaki-metoden til at dyrke naturlige skove med udelukkende hjemmehørende arter på et lille område. Pointen med metoden er at give de allerbedste forudsætninger samt komme så tæt som overhovedet muligt på urskove i det respektive land. Dermed er metoden versatil og kan bruges globalt. Fra Holland til Indien. Metoden indebærer mange parametre. Blandt andet at der plantes minimum 25 forskellige arter, tæt beplantning (ligesom det forekommer naturligt i naturen), sikre de bedste jordbundsbetingelser og meget mere.
Netop fordi Miyawaki-metoden springer en del langsommelige processer over, ender man med en skov, hvor man allerede kan se resultater et halvt år efter. Eksempelvis hvis man planter om vinteren. Tanken med Miyawaki-skove er nemlig også at anvende det som klasserum til undervisning. Her er det sjovere og nemmere at inddrage børnene, når de faktisk kan se, der sker meget med skoven allerede efter 6-9 måneder. Hvilket dette billede fra Holland Arkiveret 2. februar 2023 hos  Wayback Machine illustrerer rigtig fint.
I Nørre Snede har man plantet en Miyawaki-skov, som skal bruges til udendørs undervisning, hvilket flere andre organisationer som laver Miyawaki-skove også efterstræber og anbefaler.